# لويس د. كولينز
لويس د. كولينز (بالإنجليزية: Lewis D. Collins)‏ هو مخرج أمريكي، ولد في 12 يناير 1899 في بالتيمور في الولايات المتحدة، وتوفي في 24 أغسطس 1954 في هوليوود في الولايات المتحدة بسبب نوبة قلبية.

## وصلات خارجية
- لويس د. كولينز على موقع IMDb (الإنجليزية)
- لويس د. كولينز على موقع ألو سيني (الفرنسية)
- لويس د. كولينز على موقع أول موفي (الإنجليزية)
- لويس د. كولينز على موقع قاعدة بيانات الأفلام السويدية (السويدية)
- لويس د. كولينز على موقع قاعدة بيانات الفيلم (الإنجليزية)
- لويس د. كولينز على موقع كينوبويسك (الروسية)